# Verzino
Verzino is een gemeente in de Italiaanse provincie Crotone (regio Calabrië) en telt 2227 inwoners (31-12-2004). De oppervlakte bedraagt 45,4 km², de bevolkingsdichtheid is 53 inwoners per km².
De volgende frazioni maken deel uit van de gemeente: Vigne.

## Demografie
Verzino telt ongeveer 827 huishoudens. Het aantal inwoners daalde in de periode 1991-2001 met 11,8% volgens cijfers uit de tienjaarlijkse volkstellingen van ISTAT.
| Jaar | Inwoneraantal |
| ---- | ------------- |
| 1991 | 2690          |
| 2001 | 2373          |

## Geografie
De gemeente ligt op ongeveer 740 m boven zeeniveau.
Verzino grenst aan de volgende gemeenten: Campana (CS), Casabona, Castelsilano, Pallagorio, Savelli.